# Andreas Mariássy

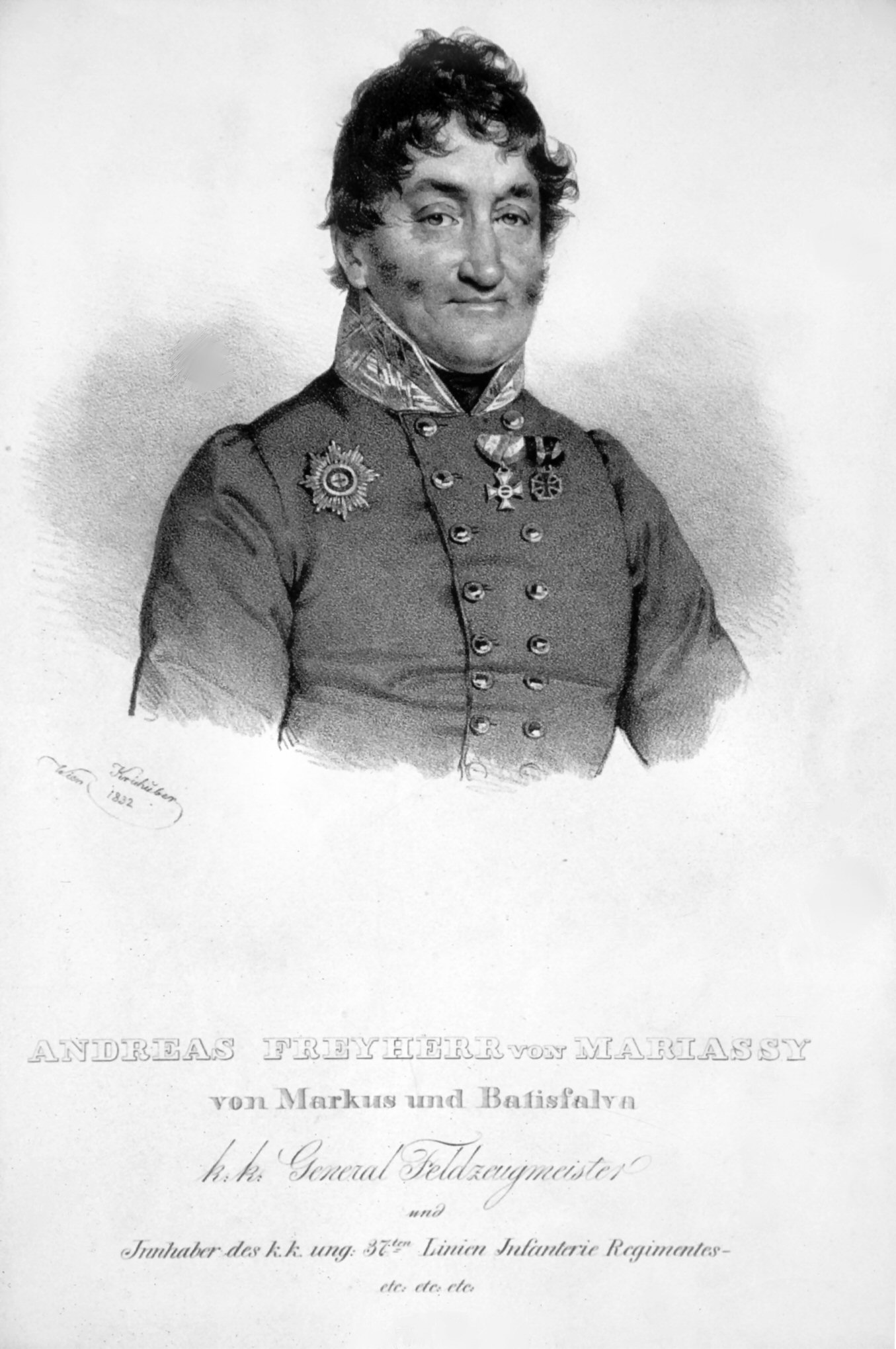
Andreas Mariássy (1759–1846)

Freiherr Andreas Mariássy von Markus und Batisfalva (* 1759 in Botzdorf (Batisfalva); † 17. Juni 1846 in Kaschau) war k. k. Feldzeugmeister und Ritter des Maria Theresia-Ordens.

## Leben
Er entstammt einer alten ungarischen Adelsfamilie Mariássy. Er ging in kaiserliche Dienste und kam im September 1775 als Kadett in das Infanterie-Regiment Nr. 37 (Siskovics). Im folgenden Bayerischen Erbfolgekrieg war er bereits Fähnrich und in anschließenden Türkenkrieg wurde er Hauptmann. Auch im folgenden Ersten Koalitionskrieg konnte er sich auszeichnen. Im Juli 1799 wurde er als Major in das aus Piemontesen zusammengesetzte Feldjägerkorps Brentano. Das Corps selbst erhielt, nachdem Brentano zum General-Major befördert worden war, erhielt das Korps den Namen Mariássy’s. Diese Jäger standen in den Jahren 1800 und 1801 bei der Armee in Italien und wurden an der östlichen Küste von Genua eingesetzt, verwendet, wo sie sich unter Mariássy Kommando bei verschiedenen Gefechten gegen Genua ihre Tapferkeit beweisen konnten. In der Schlacht bei Marengo hatten sie dann aber große Verluste und im August 1801 wurde das Korps in Mariano bei Friaul aufgelöst. Mariássy wurde zunächst in das Infanterie-Regiment Nr. 48 versetzt, dann als Oberstleutnant in das Infanterie-Regiment Nr. 5 (Lichtenstein) und kam im September 1805 als Oberst in das Infanterie-Regiment Nr. 60. Am 1. November 1805 kämpfte er im Gefecht bei Lambach, wofür er eine Belobigung erhält.
Im Fünften Koalitionskrieg wurde er nach der Schlacht von Aspern am 30. Mai 1809 zum Generalmajor befördert und erhielt eine Brigade im 6. Armeekorps. Er kämpfte in der Schlacht bei Wagram und deckte den Rückzug der Truppen nach Mähren. In der Schlacht bei Hollabrunn konnte er die nachrückenden Franzosen nochmals aufhalten und erhielt für seine Tapferkeit den Maria Theresia-Orden und am 20. März 1811 den ungarischen Freiherrenstand. 1813 wurde er auch Inhaber des Infanterie-Regiments Nr. 17.
Während der Befreiungskriege kämpfte er in der Schlacht bei Dresden und wurde schwer verwundet. Später kämpfte er bei Leipzig so ausgezeichnet, dass er auf dem Schlachtfeld zum Feldmarschall-Lieutenant befördert wurde. Im Sommerfeldzug von 1815 befehligte er die Belagerungstruppen bei der Belagerung von Hüningen, das Oberkommando hatte der Erzherzog Johann.
Nach dem Krieg diente Mariassy weiter als Divisionär, bis er im Jahr 1832 mit dem Charakter als Feldzeugmeister in den Ruhestand ging.